# Paul Nioze
Paul Roger Nioze (ur. 19 marca 1967) – seszelski lekkoatleta, który specjalizował się w trójskoku.
Dwukrotny uczestnik igrzysk olimpijskich – Barcelona 1992 oraz Atlanta 1996 – w obu występach zakończył swój udział na eliminacjach. Trzy razy, bez powodzenia, startował w mistrzostwach globu (Tokio 1991, Göteborg 1995 oraz Ateny 1997). Złoty medalista mistrzostw Afryki w 1996. Rekord życiowy: 16,80 (27 sierpnia 1990, Antananarywa).